# Zelotes rainier
Zelotes rainier este o specie de păianjeni din genul Zelotes, familia Gnaphosidae, descrisă de Norman I. Platnick și Shadab, 1983. Conform Catalogue of Life specia Zelotes rainier nu are subspecii cunoscute.